# Fehér fuszulykavirág
A Fehér fuszulykavirág kezdetű magyar népdalt Bartók Béla gyűjtötte Torockón 1908-ban. Szinte ugyanazt a moll-dallamváltozatot jegyezte le Lajtha László 1912-ben Ajnádon, Csík vármegyében.
Kodály Zoltán ugyancsak lejegyezte a moll-változatot 1925-ben a Zala vármegyei Komárvárosban Édes alma csutája kezdetű szöveggel. Az ő gyűjtésének 3. versszaka teljesen azonos a Bartók által gyűjtöttel.
A dalnak vannak dúr változatai is. Furcsa módon a zenei irodalom szinte kizárólag a moll-változatokkal foglalkozik, miközben a népdal előadói szinte kizárólag a dúr-változatokat játsszák.
A fuszulyka a bab népies neve.
Feldolgozás:
| Szerző      | Mire    | Mű                                         | Előadás |
| ----------- | ------- | ------------------------------------------ | ------- |
| Bartók Béla | zongora | Gyermekeknek, II. kötet 11. darab, Andante | [ 2 ]   |

## Kotta és dallam

### Moll-változat
A moll-változat pentaton. Alváltozatai is vannak.
Fehér fuszulykavirág, 

ne jöjj hozzám napvilág,

gyere hozzám estére 

Ica te, hadd nézzek a szemedbe.
A Kodály által gyűjtött változat:
| Édes alma csutája, sebes a rózsám szája. Meg kell annak gyógyulni, ha meg akar csókolni. | Édes almát ehetnék, véled enyeleghetnék Enyelegjél, angyalom, magam is úgy akarom. |

A 3. versszak: Fehér fuszulykavirág… (lásd fenn).

### Dúr-változat
| A sarkantyúm taréja elveszett az éjszaka. Gyere, babám, keresd meg, ha megkapod, pengesd meg! | Édesanyám, a kendőm kéreti a szeretőm. Eredj, lányom, add oda, én is úgy adtam oda! |

## Felvételek
Moll-változat:
- Este a Gyimesbe' jártam: Fehér fuszulykavirág. Csángó Folk Music of Gymes  YouTube (2016. február 14.)  (Hozzáférés: 2016. március 20.) (audió)

Másik moll-változat:
- Fehér fuszulyka virág. Szilágyi Hajnalka és a Pirospántlikás együttes  YouTube (2015. július 6.)  (Hozzáférés: 2016. március 20.) (videó)

Dúr-változat:
- Erdély ország az én hazám... Fehér fuszulyka virág. Énekel: Anzselika Gerber  YouTube (2014. május 18.)  (Hozzáférés: 2016. március 20.) (videó) 2:02-től.
- Fehér fuszulyka virág. Sebő Együttes  YouTube (2016. február 21.)  (Hozzáférés: 2016. március 20.) (audió)
- Fehér fuszulyka virág. ZAKUSCA  YouTube (2013. február 15.)  (Hozzáférés: 2016. március 20.) (audió)
- Fehér fuszulykavirág. YouTube (2016. február 11.)  (Hozzáférés: 2016. március 20.) (audió)
- Parafónia zenekar. „A zene mindenkié” (Hozzáférés: 2016. március 20.) (audió)
- Varga Ferenc "Csipás" emlékének: Csárdás és szapora... A sarkantyúm taréja. Énekel: Herczku Ágnes.  YouTube (2015. szeptember 6.)  (Hozzáférés: 2023. július 25.) (videó) 3:00-tól.
- A sarkantyúm taréja. Énekel: Gergely András „Zsüke”.  ZTI Népzenei gyűjtemény (1971. október 20.)  (Hozzáférés: 2023. július 25.)